# Jan Kmoch
Jan Kmoch (* 19. září 1951 Praha) je bývalý český fotbalový trenér. 
Hovoří plynně anglicky a pasivně rusky. Nějakou dobu trénoval SK Dynamo České Budějovice, působil i jako asistent trenérů v různých fotbalových klubech.
Jediný z trenérů, který v AC Sparta Praha získal tituly s dorostem, juniorkou i áčkem.

## Hráčská kariéra
- Jílové (divize)
- RH Praha (divize)
- Čechie Karlín (divize)
- Tesla Karlín (II.divize)

## Trenérská kariéra
- 1987-1999 – SK Slavia Praha U10, U12, U15, U17, U19 trenér, kouč Fotbalové akademie Slavie
- 1999-2000 – SK Motorlet Praha, divize, trenér
- 2000/2001 – FK Viktoria Žižkov, U21, první liga, trenér
- 2001-2003 – FK Bohemians Praha, U19 (česká dorostenecká liga), trenér, kouč Fotbalové akademie
- 2002-2004 – český národní tým U18, U19
- 2003-2004 – FK SIAD Most (česká 2. liga), trenér
- 2004-2005 – AC Sparta Praha U19 (česká dorostenecká liga), trenér
- 2005-2006 – Al Wasl FC Dubai, S.A.E. (1. liga), asistent trenéra
- 2005-2006 – Al Wasl FC Dubai, S.A.E., U16, (1. liga), trenér
- 2006-2007 – Al Khaleej Saihat, Saúdská Arábie (1. liga), trenér
- 2007-2008 – AC Sparta Praha, U21, (ČFL), trenér
- 2008 – SK Dynamo České Budějovice (1. liga), trenér
- 2009-2011 – AC Sparta Praha (1. liga), asistent trenéra
- 2011-2012 – Al-Ahli, Saúdská Arábie (1. liga), asistent trenéra
- 2012-2013 – Baniyas SC, Abú Zabí, Spojené arabské emiráty (1. liga), asistent trenéra
- 2013-2014 – FK Čáslav (Česká fotbalová liga), trenér
- 2014-2015 – SK Motorlet Praha (divize), trenér
- 2016-2017 – SK Slavia Praha, (1. liga), asistent trenéra
- 2018 –  FK Viktoria Žižkov, (2. liga), asistent trenéra
- 2018-2019 – FC Silon Táborsko, (2. liga), asistent trenéra

## Hlavní trenérské úspěchy
- 1995 - SK Slavia Praha U17, česká liga, vítěz
- 1997 - SK Slavia Praha U19, česká liga, vítěz
- 2001 - vyhlášen Trenérem roku ČR v mládežnických kategoriích
- 2002 - Bohemians Praha 1905 U19, 2. česká liga, vítěz
- 2005 - AC Sparta Praha U19, česká liga, vítěz
- 2008 - AC Sparta Praha U21, ČFL, vítěz
- 2010 - AC Sparta Praha muži, 1. liga, vítěz
- 2010 - AC Sparta Praha muži, Superpohár, vítěz
- 2017 - SK Slavia Praha muži, 1. liga, vítěz